# Мілонов Ігор
Ігор Мілонов (рос. Игорь Милонов) — радянський актор. Найбільш відомий за роллю Аристарха у стрічці «Біле сонце пустелі». 

## Фільмографія
| Рік  |     | Українська назва       | Оригінальна назва      | Роль             |
| ---- | --- | ---------------------- | ---------------------- | ---------------- |
| 1972 | ф   | Бій після перемоги     | Бой после победы       | епізодична роль  |
| 1972 | ф   | П'ятдесят на п'ятдесят | Пятьдесят на пятьдесят | агент на вокзалі |
| 1971 | ф   | Даурія                 | Даурия                 | козак            |
| 1969 | док | Буде фільм!            | Будет фильм!           | камео            |
| 1969 | ф   | Комісари               | Комиссары              | білогвардієць    |
| 1969 | ф   | Біле сонце пустелі     | Белое солнце пустыни   | Аристарх, бандит |